# Luanchuanraptor
Luanchuanraptor ("lupič z oblasti Luanchuan") byl rodem dromeosauridního teropodního dinosaura, který žil v období svrchní křídy na území dnešní Číny. Nález sestává ze zubů, obratlů, žeber, pažní kosti, částečně zachovaných pletenců, drápů a dalších fosilních fragmentů. Tento středně velký dromeosaurid je prvním asijským zástupcem své čeledi, objeveným mimo Mongolsko nebo severovýchodní Čínu. Typový druh L. henanensis byl popsán v roce 2007.

## Rozměry
Luanchuanraptor byl velmi malým teropodem, dosahujícím délky asi 1,1 metru a hmotnosti zhruba 2,5 kilogramu. Podle jiných odhadů dosahoval délky 1,8 metru a hmotnosti kolem 10 kg.